# ناشناخته‌سانان
ناشناخته‌سانان (نام علمی: Agnostida) نام یک راسته از رده تریلوبیت است.